# Henrique Pacheco Lima
Henrique Pacheco Lima (sinh ngày 16 tháng 5 năm 1985) là một cầu thủ bóng đá người Brasil.

## Sự nghiệp câu lạc bộ
Henrique Pacheco Lima đã từng chơi cho Júbilo Iwata.

## Thống kê câu lạc bộ

### J.League
| Đội          | Năm       | J.League | J.League | J.League Cup | J.League Cup | Tổng cộng | Tổng cộng |
| Đội          | Năm       | Trận     | Bàn      | Trận         | Bàn          | Trận      | Bàn       |
| ------------ | --------- | -------- | -------- | ------------ | ------------ | --------- | --------- |
| Júbilo Iwata | 2007      | 13       | 0        | 0            | 0            | 13        | 0         |
| Tổng cộng    | Tổng cộng | 13       | 0        | 0            | 0            | 0         |           |